# Mistrovství Evropy ve fotbale žen 1993
Mistrovství Evropy ve fotbale žen 1993 bylo pátým ročníkem tohoto turnaje. Vítězem se stala norská ženská fotbalová reprezentace.

## Kvalifikace
Hlavní článek: Kvalifikace na Mistrovství Evropy ve fotbale žen 1993
Celkem 23 týmů bylo rozlosováno do osmi skupin po třech, resp. dvou týmech. Ve skupinách se utkal každý s každým dvoukolově (doma a venku). Vítězové jednotlivých skupin postoupili do čtvrtfinále hraného systémem doma a venku. Čtveřice vítězů postoupila na závěrečný turnaj.

## Semifinále
| 29. června 1993 |     |        |                                      |
| Norsko          | 1:0 | Dánsko | Sportilia, Santa Sofia diváci: 1 000 |
|                 |     |        | Sportilia, Santa Sofia diváci: 1 000 |

| 30. června 1993 |                         |         |                                         |
| Itálie          | 1:1 (prodl.) 5:4 (pen.) | Německo | Stadio Romeo Neri, Rimini diváci: 3 000 |
|                 |                         |         | Stadio Romeo Neri, Rimini diváci: 3 000 |

## O 3. místo
| 3. července 1993 |     |         |                                                |
| Dánsko           | 3:1 | Německo | Stadio Alfiero Moretti, Cesenatico diváci: 500 |
|                  |     |         | Stadio Alfiero Moretti, Cesenatico diváci: 500 |

## Finále
| 4. července 1993 |     |        |                                                                             |
| Norsko           | 1:0 | Itálie | Stadio Dino Manuzzi, Cesena diváci: 7 000 rozhodčí: Alfred Wieser (Austria) |
|                  |     |        | Stadio Dino Manuzzi, Cesena diváci: 7 000 rozhodčí: Alfred Wieser (Austria) |